# Paradasys littoralis
Paradasys littoralis is een buikharige uit de familie Cephalodasyidae. Het dier komt uit het geslacht Paradasys. Paradasys littoralis werd in 1968 voor het eerst wetenschappelijk beschreven door Rao & Ganapati. 